# Orthoporus solicolens
Orthoporus solicolens är en mångfotingart som beskrevs av Chamberlin 1938. Orthoporus solicolens ingår i släktet Orthoporus och familjen Spirostreptidae. Inga underarter finns listade i Catalogue of Life.